# Nassspinnen
Unter Nassspinnen versteht man die Herstellung von Fasern aus Polymerlösungen. Die Spinnlösung wird durch Düsenlöcher  in ein Fällbad (Spinnbades) ausgesponnen, das der Spinnlösung das Lösungsmittel entzieht bzw. es unwirksam macht. Die Zusammensetzung des Spinnbades hängt von der chemischen Natur des Polymeren, seinem Lösungszustand und den eingesetzten Hilfsmittel ab. Gegenüber Trocken- und Schmelzspinnen muss  zur Verfestigung der Elementarfäden keine Wärme zugeführt oder abgeführt werden.
Das Nassspinnverfahren kommt bei solchen Polymeren zum Einsatz, die entweder nicht schmelzbar sind, sehr temperaturempfindlich sind, oder überhaupt nur in speziellen Lösungsmittelsystemen verarbeitet werden können.
Die Polymerkonzentrationen erreichen beim Nassspinnen 5 bis 30 %. Üblicherweise liegen die Abzugsgeschwindigkeiten bei 50 bis 300 m/min. Dies relativ niedrigen Spinngeschwindigkeiten können aber hinsichtlich der Produktionsmenge dadurch kompensiert werden, dass pro Düse bis zu 200 000 Einzelfilamente ersponnen werden können.
Zum Nassspinnen zählen Verfahren wie die Hohlfaserherstellung für die Membrantechnik und das Herstellen von p-Aramidfasern sowie Viskose-, Cupro-, Lyocell- und Triacetatfasern.